# Art of Infinity
Art of Infinity ist eine 1996 von dem Musiker Thorsten Sudler-Mainz (Deep Imagination) und dem Produzenten Thorsten Rentsch gegründete deutsche Band. Ihr Stil beinhaltet atmosphärische elektronische Musik mit Einflüssen aus Pop, Progressive Rock und Ambient, gelegentlich aber auch der Künstler wie Pink Floyd, Deep Imagination, Kraftwerk, Vangelis, Enya oder Tangerine Dream.

## Geschichte
Thorsten Sudler-Mainz und Thorsten Rentsch lernten sich 1986 in einem Frankfurter Tonstudio kennen. 1996 gründeten sie gemeinsam Art of Infinity und produzierten die vier Alben New Horizon (2000), Dimension Universe (2004), Endless Future (2008) und Raumwerk (2012), die allesamt bei der deutschen Plattenfirma/Musikverlag BSC Music im Vertrieb von Rough Trade erschienen sind. Gastmusiker sind unter anderen die Sängerinnen Eva Wolf, Alquimia, Ann Kareen Mainz (Deep Imagination), Antje Schulz (ex-Chandeen) und Ilona Gerulat, der Keyboarder Matthias Krauss (ex-Matalex, Trinity Xperiment), Gitarrist Klaus Heuser (ex-BAP), Violinist Thomas Kagermann, Saxophonist Stefan Höllering und die Perkussionisten Mario Argandoña und Byron Metcalf. Ihr erstes und bisher einziges Konzert gaben Art of Infinity am 3. November 2012 im Planetarium Bochum. Nach einer Pause von 13 Jahren veröffentlichten Art of Infinity 2025 das Remix-Album The Art of Cinematic Audio – Part 1.

## Diskografie
Alben
- 2000: New Horizon
- 2004: Dimension Universe
- 2008: Endless Future
- 2012: Raumwerk
- 2025: The Art of Cinematic Audio – Part 1

EPs
- 2014: Evolution Pt. 1–4